# Bosanski Maglić
Bosanski Maglić je s výškou 2386 m n. m. nejvyšší horou Bosny a Hercegoviny. Leží v Republice srbské, na jihovýchodě území státu při hranici s Černou Horou, 25 km jižně od Foči. Patří do pohoří Maglić v Dinárských horách – souvislého pásu pohoří procházejícím celou Bosnou a Hercegovinou, jehož je druhým nejvyšším vrcholem – ještě o 2 m vyšší je Crnogorski Maglić, který ale leží již v Černé Hoře.
Bosanski Maglić má podobu vápencové pyramidy, se strmými, až 700 m vysokými skalními stěnami k severu, východu a západu. Pouze na jihu přechází do travnatého sedla (2330 m), které jej odděluje od Crnogorskeho Magliće. V západní stěně Bosenskeho Magliće je skalní okno.

## Vrchol
Na vrcholu se nachází kamenný válcový sloup a kovová vlajka v červeno-modro-bílé barvě. Na stožáru vlajky je umístěna vrcholová kniha. Je zde také pamětní deska z roku 1973 na počest jugoslávských partyzánů, kteří v červnu 1943 bojovali v údolí Sutjesky proti fašistickým vojskům.

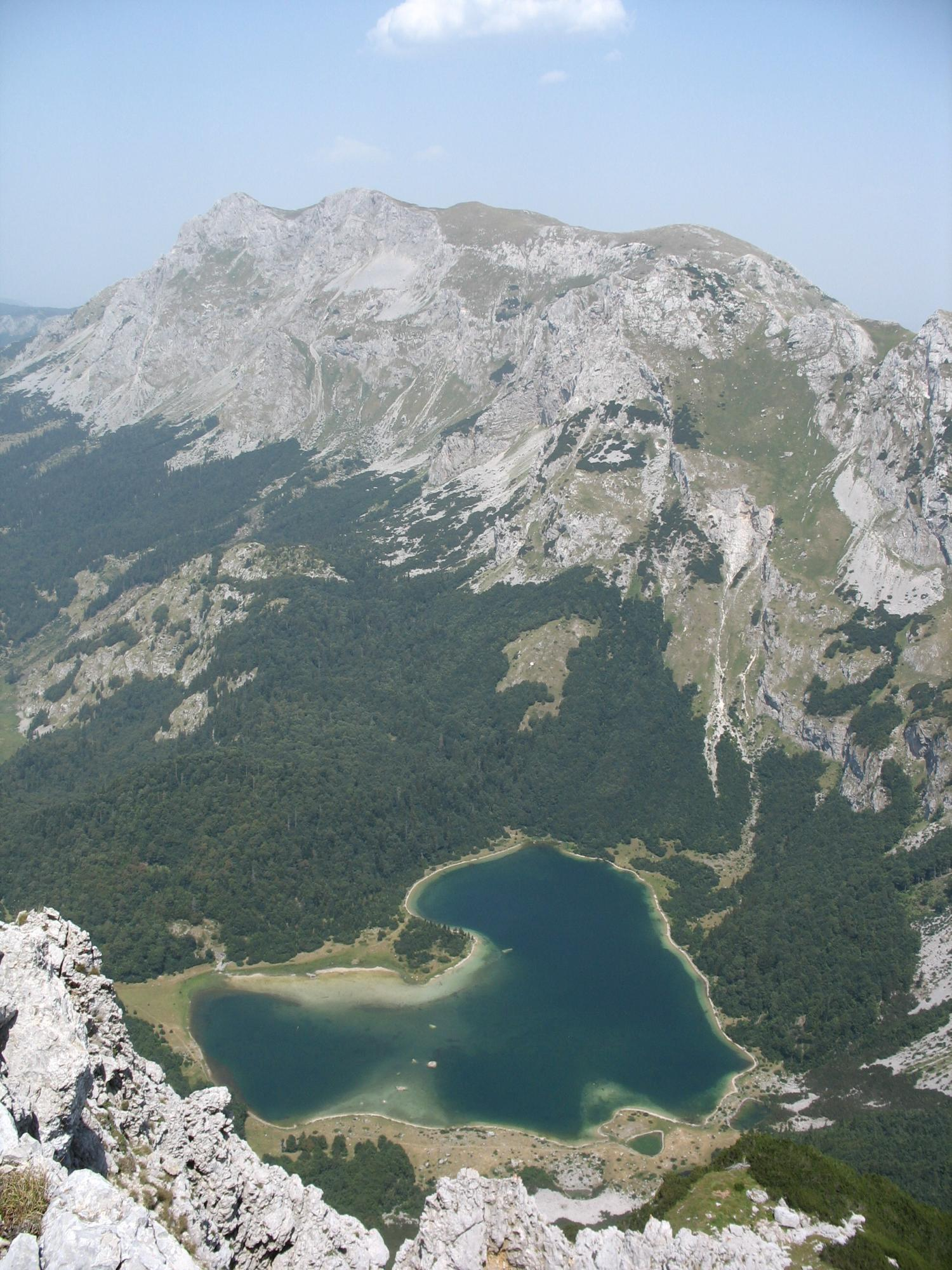
Trnovačko jezero a Maglić
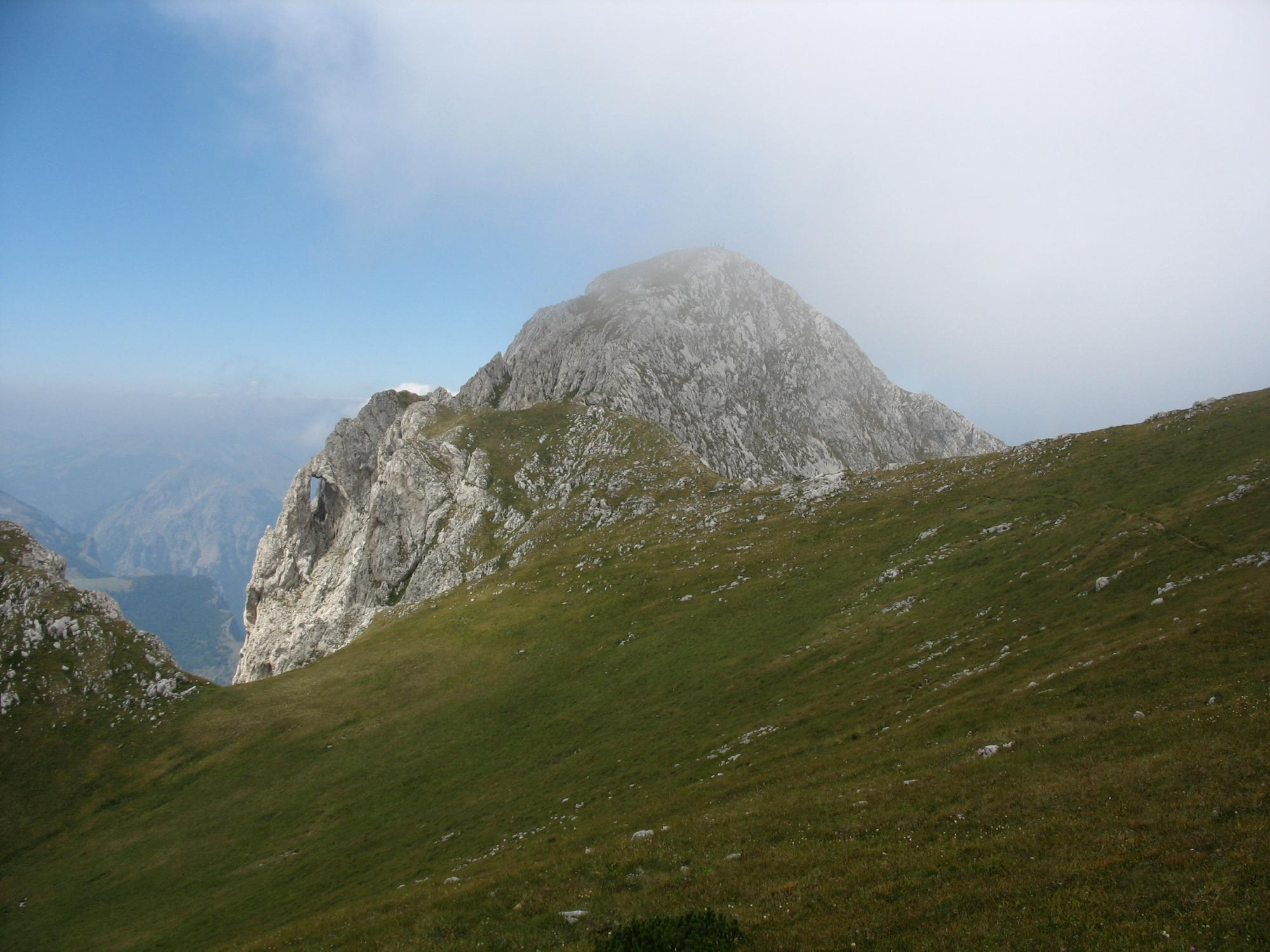
Bosanski Maglić od jihu, v západní stěně skalní okno
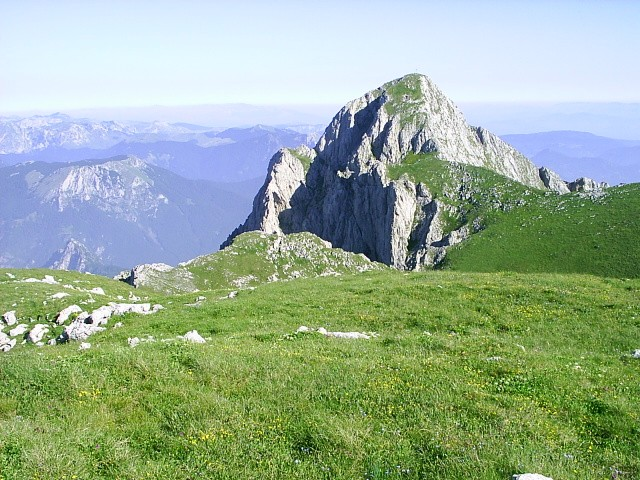
Vrcholová část Bosanskeho Magliće
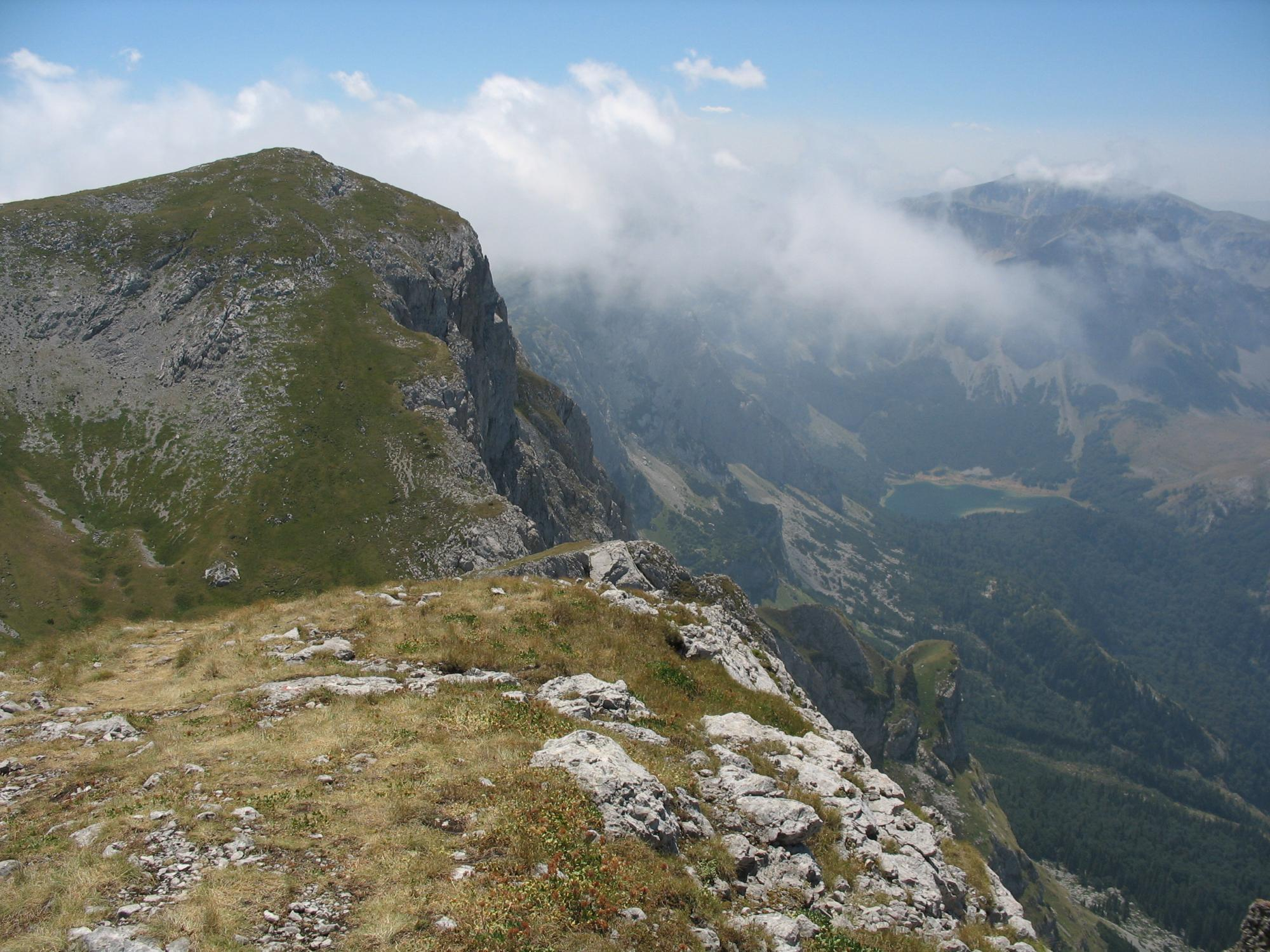
Pohled z vrcholu na Crnogorski a Trnovačko jezero

## Přístup

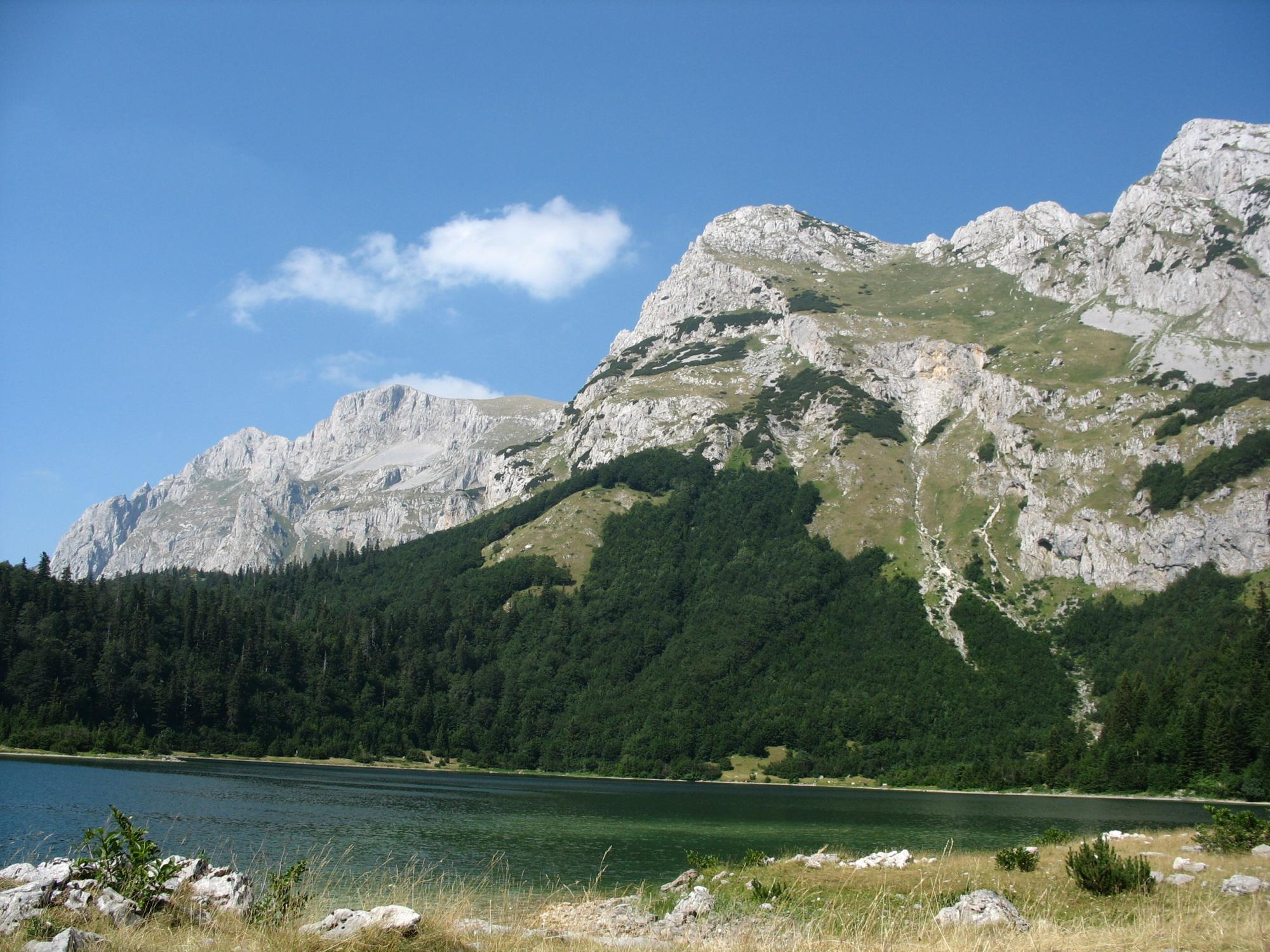
Trnovačkovo jezero u pohoří Maglić

Při výstupu z bosenské strany je výchozím místem obec Tjentište (560 m n. m.) v údolí Sutjesky, odkud vede nejprve asfaltová, později makadamová cesta do 20 km vzdáleného sedla Prijevor (1668 m n. m.).  Z Prijevoru vede zajištěná výstupová cesta na Bosanski Maglić, je značně exponovaná – až II. stupeň UIAA. Alternativou je pokračovat po cestě měnící se v pěšinu až k Trnovačkému jezeru (1517 m n. m.) – to leží sice již v Černé Hoře, ale překračování státní hranice je zde povoleno, hranice dokonce není v terénu ani vyznačena. U jezera je možné za poplatek stanovat a vede odtud značená cesta, která vystoupá na maglićský hřeben pod vrcholem Kapa (2232 m n. m.) a pak kolem Malého, Klekova a Crnogorského Magliće míří až na Bosanski Maglić. Existuje také trasa přes plošinu Ulobiči a salaše Stubica do sedla mezi Crnogorskim a Bosanskim Maglićem, ta ale není značena.
Z černohorské strany je výchozím místem obec Mratinje (500–750 m n. m.) u Pivské nádrže. Vede odtud cesta (zpočátku rovněž asfaltová) Mratinjskou dolinou, potom pokračuje k salaším Police a do doliny Carev do. V sedle pod vrcholem Kapa se tato trasa napojuje na stezku od Trnovačkého jezera.

## Okolí
- prales Perućica – pod severní stěnou Bosenskeho Magliće pramení potok Peručica, v jehož údolí se nachází stejnojmenný prales, jeden z největších v Evropě (1390 ha)
- Národní park Sutjeska – většina bosenské části pohoří Maglič včetně bosenské nejvyšší hory náleží do Národního parku Sutjeska
- Suha (Suški) – hluboké vápencové údolí pod západními stěnami maglićského hřebene, končí slepým kaňonem pod Trnovačko jezerem, odděluje pohoří Maglić a Volujak
- Trnovačko jezero – ledovcové jezero jižně od Bosenskeho Magliće ve tvaru srdce